# Gottfried Libalt
Gottfried Libalt (* 1610 oder 1611 in Hamburg; † 1. Mai 1673 in Wien) war ein deutscher Maler.

## Leben

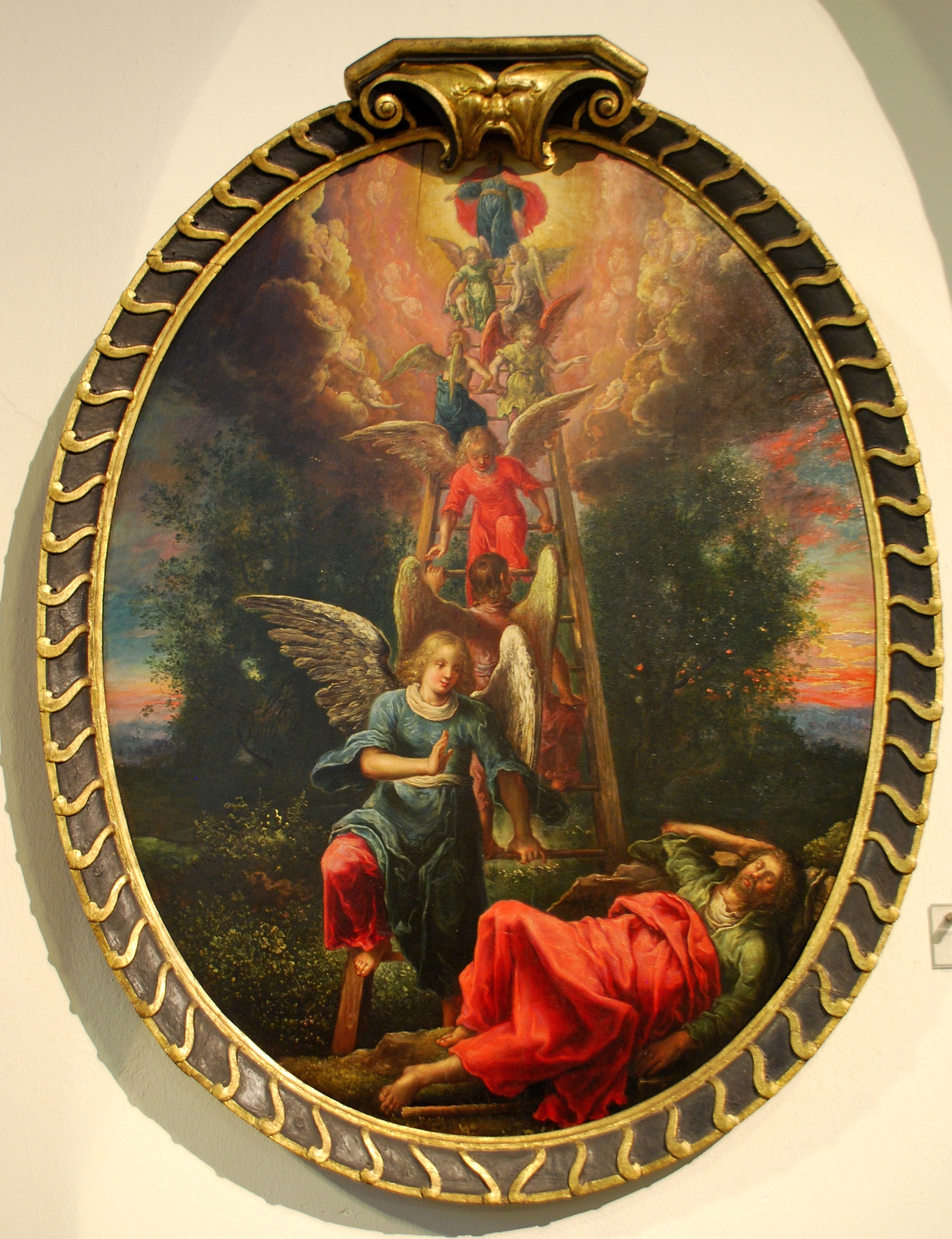
Himmelsleiter in St. Petri

Gottfried Libalt wirkte als venezianisch beeinflusster Maler des Manierismus in Hamburg, Krakau und Wien.
In der Hamburger Hauptkirche Sankt Petri finden sich zwei ovale Gemälde von ihm, die Anbetung des Christuskindes und Jakobs Himmelsleiter, die auf das Jahr 1649 datiert sind. Die Anbetung wurde am 27. August 1977 von dem einschlägig bekannten Hans-Joachim Bohlmann mit Säure bespritzt und beschädigt. Beide Bilder sind nach einer umfassenden Restaurierung im Oktober 2001 nach St. Petri zurückgekehrt.
1652 malte Libalt eine Ansicht von Krakau. Für den Hochaltar der Schlosskapelle von Jaidhof im Waldviertel entstand ein Altarbild einer „Kreuzigung mit Johannes und den beiden Marien“, das von ihm mit der Inschrift (Gottfrid Libalt fecit 1655) signiert ist. Weitere seiner Werke befinden sich in Tschechien (Schloss Nebillau), der Slowakei und in Österreich oder sind dort in Adelsarchiven archivalisch nachweisbar. Libalt ist bekannt für seinen mitteleuropäischen Typus des Stilllebens, die er für seine Auftraggeber aus dem böhmischen Hochadel wie Erzherzog Leopold Wilhelm von Österreich auch individualisierte. Im Inventar des Erzherzogs wird ein Stillleben aus dem Jahr 1660 erwähnt, das dessen Bildnis auf einem teppichbedeckten Tisch sowie Stücke einer vergoldeten Rüstung und Lorbeerzweige zeigt.